# Fuenferrada
Fuenferrada es un municipio y localidad española de la provincia de Teruel, en la comunidad autónoma de Aragón. El término municipal tiene una población de 35 habitantes (INE 2024).

## Geografía
Integrado en la comarca de Cuencas Mineras, se sitúa a 70 km de la capital provincial. El término municipal está atravesado por la carretera nacional N-211 entre los pK 147 y 151.
El relieve del municipio está caracterizado por la elevada altitud del sistema Ibérico turolense, suavizado en las cercanías del río Fuenferrada, que posteriormente pasa a ser el río Vivel antes de formar parte del río Martín. La altitud del municipio oscila entre los 1334 m al suroeste y los 1000 m a orillas del río Fuenferrada. El pueblo se alza a 1128 m sobre el nivel del mar.
| Noroeste: Villanueva del Rebollar de la Sierra | Norte: Villanueva del Rebollar de la Sierra | Noreste: Villanueva del Rebollar de la Sierra y Vivel del Río Martín |
| Oeste: Torrecilla del Rebollar                 |                                             | Este: Vivel del Río Martín                                           |
| Suroeste: Pancrudo                             | Sur: Pancrudo                               | Sureste: Pancrudo                                                    |

## Historia
A mediados del siglo XIX, el lugar tenía contabilizada una población de 328 habitantes. Aparece descrito en el octavo volumen del Diccionario geográfico-estadístico-histórico de España y sus posesiones de Ultramar de Pascual Madoz de la siguiente manera:

FUEN FERRADA: l. con ayunt. en la prov. y dióc. de Teruel (10 leg.), part. jud. de Segura (1), aud. terr. y c. g. de Zaragoza (18): sit. á la falda de un monte rebollar con exposicion al S., resguardado de los vientos, con clima sano, sin que se observen enfermedades muy frecuentes. Consta de 70 casas de mediana construccion; tiene una plaza en medio del pueblo con una bonita fuente de escelentes aguas, las cuales despues de aprovecharlas los vec. para sus usos ordinarios riegan con las sobrantes varios trozos de tierra; hay una escuela de niños á la que concurren 60, de los cuales 6 saben leer y escribir, y los restantes se les instruyen en los primeros rudimentos; la igl. parr. es moderna, de una sola nave con varios altares, siendo los principales los de los patronos San Blas y Ntra. Sra. de la Asuncion; el templo está completamente adornado y se halla servido por un cura de concurso general y un sacristan. El térm. tiene dos horas de long. y 1 1/2 de lat., confinando con Torrecilla, Villanueva, Vivel y Portal Rubio. El terreno es áspero y de inferior calidad, y aunque le cruzan diferentes arroyos las prod. con mezquinas; entre sus montes tiene uno de rebollar de mucha estension, mas de poco fomento por la esterilidad de su suelo. Los caminos son de herradura, en mal estado, y se comunican con los pueblos comarcanos. La correspondencia se. recibe del part. jud. ind.: la fabricacion del esparto bajo distintas formas. pobl.: 82 vec., 328 alm. cap. imp.: 36,535 rs.
(Madoz, 1847, p. 203)

## Demografía
Fuenferrada cuenta con una población de 35 habitantes (INE 2024).
| Gráfica de evolución demográfica de Fuenferrada entre 1842 y 2021                                                   |
| |
| Población de derecho según los censos de población del INE Población de hecho según los censos de población del INE |

## Administración y política
| Legislatura | Alcalde                     | Partido | Partido |
| ----------- | --------------------------- | ------- | ------- |
| 1979-1983   | Saturnino Velarte Millán    | UCD     |         |
| 1983-1987   |                             | AP      |         |
| 1987-1991   | Juan Pablo Lázaro Franco    | AP      |         |
| 1991-1995   | Agustín Gracia Lázaro       | PP      |         |
| 1995-1999   | Agustín Gracia Lázaro       | PP      |         |
| 1999-2003   | María Ortega Lacasa         | PP      |         |
| 2003-2007   | María Ortega Lacasa         | PP      |         |
| 2007-2011   | María Ortega Lacasa         | PP      |         |
| 2011-2015   | José Antonio Domingo Franco | C.A.    |         |
| 2015-2019   | Rubén Nicanor García Plumed | PP      |         |

| Partido político    | Partido político                                    | 1979   | 1983   | 1987   | 1991   | 1995   | 1999   | 2003   | 2007   | 2011   | 2015   | 2019   |
| Partido político    | Partido político                                    | Ediles | Ediles | Ediles | Ediles | Ediles | Ediles | Ediles | Ediles | Ediles | Ediles | Ediles |
|                     | Compromiso con Aragón (CA)                          | —      | —      | —      | —      | —      | —      | —      | —      | 1      | 0      | —      |
|                     | Ciudadanos (CS)                                     | —      | —      | —      | —      | —      | —      | —      | —      | —      | —      | 0      |
|                     | Partido Aragonés (PAR)                              | —      | —      | —      | —      | 0      | 0      | 0      | 0      | —      | 0      | 0      |
|                     | Partido Comunista de España (PCE)                   | —      | 0      | —      | —      | —      | —      | —      | —      | —      | —      | —      |
|                     | Alianza Popular (AP)-Partido Popular de Aragón (PP) | —      | 4      | 1      | 1      | 1      | 1      | 1      | 1      | 0      | 3      | 3      |
|                     | Partido de los Socialistas de Aragón (PSOE-Aragón)  | —      | 1      | 0      | —      | 0      | 0      | 0      | 0      | 0      | 0      | —      |
|                     | Unión de Centro Democrático (UCD)                   | 5      | —      | —      | —      | —      | —      | —      | —      | —      | —      | —      |
| Total de concejales | Total de concejales                                 | 5      | 5      | 1      | 1      | 1      | 1      | 1      | 1      | 1      | 3      | 3      |

## Fiestas
- Las fiestas en honor de san Felipe Neri se celebran el primer fin de semana del mes de agosto.
- El día 26 de mayo se celebra la otra festividad en honor a San Felipe.
- El día 3 de febrero se celebra las fiestas en honor a San Blas.